# Martin Bednár
Martin Bednár (sinh 22 tháng 4 năm 1999), là một cầu thủ bóng đá Slovakia thi đấu cho MFK Zemplín Michalovce ở vị trí tiền vệ.

## Sự nghiệp câu lạc bộ
Anh ra mắt tại Fortuna Liga cho MFK Zemplín Michalovce trước FK AS Trenčín ngày 1 tháng 8 năm 2015 lúc 16 tuổi.